# Науіру Ахамада
Науіру Мохамед Ахамада (фр. Naouirou Mohamed Ahamada, нар. 29 березня 2002, Марсель, Франція) — французький футболіст коморського походження, півзахисник англійського клубу «Крістал Пелес».

## Ігрова кар'єра

### Клубна
Науіру Ахамада є вихованцем французького клубу «Істр», з якого він у 2018 році перейшов до академії італійського «Ювентуса». В молодіжній команді туринського клубу футболіст провів кілька матчів і в жовтні 2020 року був відправлений в оренду до німецького «Штутгарта». Де він відіграв один сезон і влітку 2021 року підписав з німецьким клубом повноцінний контракт.
У січні 2023 року Ахамада приєднався до англійського клубу «Крістал Пелас», підписавши контракт на три з половиною роки. 4 лютого 2023 року у матчі чемпіонату Англії проти «Манчестер Юнайтед» Ахамада дебютував у новій команді.
У серпні 2024 року Ахамада був відданий в оренду до кінця сезону у французький «Ренн».

### Збірна
З 2017 року Науіру Ахамада виступав за юнацькі збірні Франції.

## Титули і досягнення
- Володар Суперкубка Англії (1):

«Крістал Пелес»: 2025